# Сите (станция метро)
«Сите́» (фр. Cité) — станция 4-й линии парижского метрополитена. Открыта 9 января 1910 года, находится в IV округе Парижа.

## История
Станция «Сите» — единственная станция парижского метро, расположенная на одноимённом острове. Она была построена как часть третьего этапа линии, соединившего станции Шатле и Распай. В отличие от множества других станций, расположенных на 4-й линии, длина станции «Сите» составляет 110 метров, а не 90—105 метров. Освещение станции имеет специфический зелёный цвет.
Пассажиропоток по станции по входу в 2012 году, по данным RATP, составил 3 680 827 человек. В 2013 году этот показатель снизился более, чем на треть, и составил 2 317 889 пассажира (231 место по уровню входного пассажиропотока в Парижском метро).

## Достопримечательности
Вблизи станции метро «Сите» расположены:
- Собор Парижской Богоматери
- Сент-Шапель
- Дворец правосудия
- Консьержери
- Площадь Дофина
- Мемориал жертвам депортации
- Больница Отель-Дьё
- Птичий и цветочный рынок

## Пересадка на наземный транспорт
- Автобусы 21, 38, 47, 85, 96
- Noctilien N12, N13, N14, N15, N21, N22